# Medio ambiente en España
El medio ambiente en España es la totalidad que componen la naturaleza y todos los fenómenos e interacciones que tienen lugar. El territorio español, mediterráneo, alberga una biodiversidad importante, gracias a la presencia de relieve, archipiélagos, y a la influencia oceánica. España es el 29º país más poblado del mundo, con 48 millones de habitantes. Es también un país muy turístico. Los proyectos de construcción se han multiplicado durante el siglo XX, con un consumo importante de recursos y un impacto mayor sobre paisajes litorales. Mas de 3 millones de alojamientos estaban vacíos en 2011. En 2017, España era el 19 país el más emisor de dióxido de carbono, con 344 millones de toneladas de CO2 emitidas. La huella de la pesca es también importante. Las energías renovables se desarrollan, especialmente la solar.

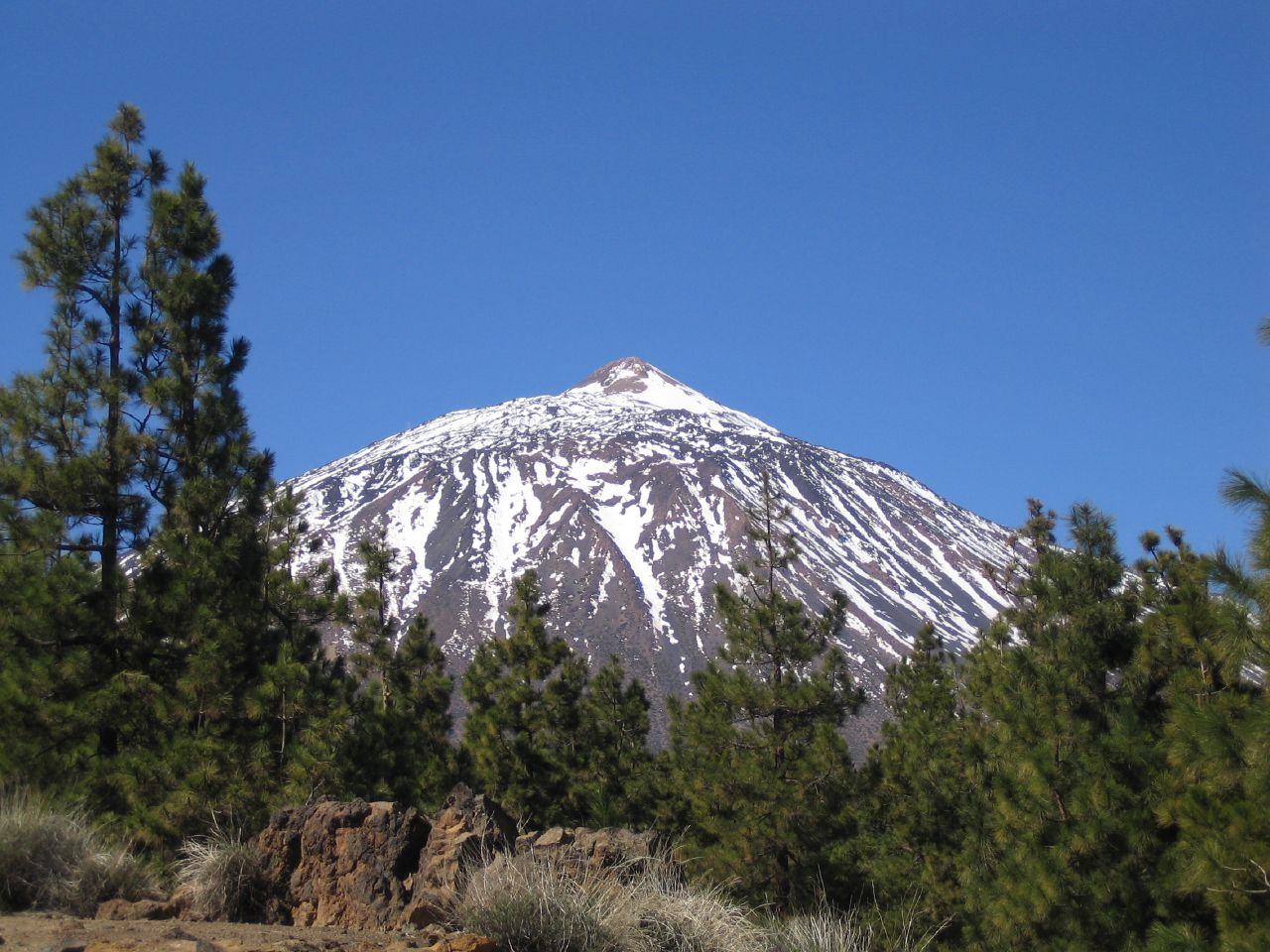
Parque Nacional del Teide en Tenerife, declarado Patrimonio de la Humanidad por la Unesco en 2007.

Con la Constitución de 1978 aparece por primera vez en España una constitución en la que se aprecia cierta preocupación por el Medio ambiente. Así, en el Artículo 45 se declara que:

Artículo 45.

1. Todos tienen el derecho a disfrutar de un medio ambiente adecuado para el desarrollo de la persona, así como el deber de conservarlo.
 
2. Los poderes públicos velarán por la utilización racional de todos los recursos naturales, con el fin de proteger y mejorar la calidad de vida y defender y restaurar el medio ambiente, apoyándose en la indispensable solidaridad colectiva.
 
3. Para quienes violen lo dispuesto en el apartado anterior, en los términos que la ley fije se establecerán sanciones penales o, en su caso, administrativas, así como la obligación de reparar el daño causado.

### La biodiversidad española

#### Principales ambientes naturales
España, bajo de la influencia oceánica (océano Atlántico) y mediterránea se extiende al norte hasta las cadenas montañosas de los Pirineos e incluye los archipiélagos (las Islas Baleares, Canarias) y dos enclaves en África (Ceuta y Melilla).
El relieve de España es famoso por ser bastante alto, con una altitud media de 660 metros, bastante montañosos si compara con otros países europeos.
En la España continental, el relieve se organiza en torno a la Meseta Central que ocupa la mayor parte del centro de la península ibérica y que tiene una altitud media de 660 metros. Más allá de la meseta, encuentra en el sudoeste la depresión del Guadalquivir y, en el noreste, del Ebro.
Los macizos montañosos son numerosos y ocupan cerca de la mitad del territorio. Los Pirineos al noreste y las cordilleras Béticas (o sistemas Béticos), al sudeste son los macizos más altos y están situados lejos de la Meseta Central.
Los medios naturales son diversos, ciertas regiones relativamente áridas, a veces un suelo volcánico (por ejemplo, la isla de Lanzarote en Canarias). La garriga y el matorral forman lo esencial de la vegetación natural.
Los principales ríos que corren en España son:
- El Tajo (1006 km)
- El Ebro (928 km)
- El Duero (850 km)
- El Guadiana (744 km)
- El Guadalquivir (657 km)
- El Júcar (498 km)
- El Segura (325 km)

- El Miño (307 km)

#### Fauna y flora española
España alberga 155 especies de mamíferos como los mamíferos marinos (ballenas) o los de montaña (cabras, sarrios, etc.), o incluso lobos grises, lobos ibéricos (cerca de 2200 individuos) oso pardo, lince, mamíferos de ambiente húmedo, etc. Además, especies endémicas (lagarto gigante) se han conservado en las islas (por ejemplo, en El Hierro, La Gomera).

#### Parques naturales
España cuenta con 131 parques naturales. Es uno de los países del mundo con más reservas de biosfera (más de treinta). Entre 2004 y 2011, ocho parques fueron incluidos en la lista de geoparques reconocidos por la UNESCO.

#### Red Europea Natura 2000
La red Natura 2000 reúne lugares naturales o seminaturales de la Unión Europea con un gran valor patrimonial, por la excepcional fauna y flora que contienen. En diciembre de 2018, España contaba con 1 863 sitios, de los cuales:
- 647 Zonas Especiales de Protección (ZEPA) para las Aves en una superficie de 153 566 km²;

- 1 467 Zonas Especiales de Conservación (ZEC) (incluidas las pSIC, LIC) para los hábitats y las especies en una superficie de 172 473 km²;
- La superficie total es de 222 420 km², lo que representa el 27,3 % de la superficie terrestre y marina del territorio de España.

### Actividades humanas
Un informe de Greenpeace publicado en 2015 lamenta el hecho de que los casos de corrupción «se cuentan por cientos y dejan atrás espacios naturales cubiertos de cemento (debido a las construcciones), suelos contaminados por los residuos peligrosos que se almacenan en ellos», añadiendo que «los responsables políticos gobiernan en beneficio de las empresas».

#### Agricultura

##### Cultivos
La agricultura española tiene un impacto ambiental importante por: la importancia de las superficies agrícolas destinadas a la exportación (Francia, Alemania), incluida la agricultura ecológica; el monocultivo intensivo (fresas, tomates, aceitunas...).

##### Cereales
En 1999, la producción de trigo fue de 5,084 millones de toneladas en una superficie de 2,242 millones de hectáreas; la de cebada, de 7,399 millones de toneladas en 3,119 millones de hectáreas.

##### Viticultura
España produjo 36,6 millones de hectolitros de vino en 2016.

##### Oleicultura intensiva
Se practica principalmente en la península ibérica.
Los huertos están constituidos por setos de árboles alineados y los frutos se cosechan mecánicamente. A menudo son regados para evitar el estrés hídrico responsable de los malos años. Es un cultivo intensivo donde los productos de tratamiento se utilizan para mejorar las cosechas. En Andalucía, se estima que 2,6 millones de aves mueren cada año durante la cosecha de oliva.

### Cambio climático
Desde el año 1996 en España el índice de las emisiones de [[CO2]]se han incrementado  notablemente, incumpliendo de largo con los objetivos del Protocolo de Kioto sobre emisiones generadoras de efecto invernadero y contribuyentes del cambio climático.
España es un país especialmente afectado por el fenómeno de la sequía, en el cual repercute el cambio climático: durante el período 1880-2000 más de la mitad de los años se han calificado como de secos o muy secos. En la década de los 80, siete años se han considerado secos o muy secos y cinco en los años 90. El cambio climático preludia para España gravísimos problemas medioambientales, agravando los rasgos climáticos más extremos.
Según el premio nobel de la paz, Al Gore, España es el país europeo más vulnerable al cambio climático.
Por otro lado, Ban Ki-moon ha pedido a  España un "liderazgo todavía más activo" en la lucha contra el cambio climático.

### Plan de Contratación Verde
Elaborado por la Comisión para la Incorporación de Criterios Medioambientales a la Contratación Pública.
De acuerdo con el Plan de Contratación Verde la Administración comprará vehículos híbridos eléctricos (es decir, vehículos dotados simultáneamente con motor eléctrico y de gasolina) para usarlos en ciudad. Asimismo, en 2012 el parque móvil de la Administración General del Estado deberá consumir un 38% de biocombustibles. Uno de cada dos coches deberá consumir en 2012 un mínimo del 30% de biodiésel o un 85% de bioetanol. 

### Opinión pública española
La preocupación de la sociedad española por los asuntos medioambientales han evolucionado en España de forma claramente ascendente. Algunos eventos de actualidad han tenido especial incidencia en la opinión pública española, como fue la firma del Protocolo de Kioto (11 de diciembre de 1997), el hundimiento del buque petrolero Prestige frente a la Costa de la Muerte, en el norte de España (13 de noviembre de 2002), o el debate sobre el cambio climático y las incidencias que el asunto ha mantenido en la agenda política y de los medios de comunicación en los últimos años.
El Centro de Investigaciones Sociológicas (CIS), recoge tres principales sondeos de opinión sobre Ecología y Medio Ambiente:
1) Estudio número 2209
2) Estudio número 2590
3) Estudio número 2682